# Klasztor Cysterek w Owińskach
Klasztor Cysterek w Owińskach – dawny kościół i klasztor cysterek znajdujący się we wsi Owińska, w powiecie poznańskim, w gminie Czerwonak. Obecnie kościół służy jako świątynia parafialna, natomiast klasztor mieści Specjalny Ośrodek Szkolno-Wychowawczy dla Dzieci Niewidomych.

## Architektura
Kościół poklasztorny, barokowy centralny z kopułą, zbudowany po pożarze starszego (1720) w latach 1721-1731 według projektu Pompeo Ferrari. Podczas okupacji kościół zamieniony na magazyn SS.
Świątynia posiada bogate barokowe wyposażenie wnętrza. Barokowe stalle z intarsjami oraz konfesjonały rzeźbione, rokokowe. Polichromia Adama Swacha 1729/1730. W zakrystii zniszczonej pożarem 1783, odbudowanej 1788 (data inkrustowana w posadzce) trzy stare portrety: ksieni Joanny Malczewskiej, 1720, ksieni Melchiory Gurowskiej około 1785 z podpisem malarza J. Michałowskiego, Rafała Gurowskiego (zmarłego 1797), kasztelana poznańskiego i starosty kolskiego. W wieży kościelnej mur gotycki z XV wieku.
Klasztor barokowy z początku XVIII wieku według projektu Jana Catenazziego, dokończony przez Pompeo Ferrari, drugie piętro nadbudowane 1880.
Obiekt otrzymał w 2013 nagrodę w konkursie Zabytek Zadbany, w kategorii najlepsza rewaloryzacja przestrzeni kulturowej i krajobrazu. 6 maja 2018 nastąpiła uroczystość poświęcenia wyremontowanego obiektu przez arcybiskupa Stanisława Gądeckiego.

## Historia
- 1241/1242 – prawdopodobne daty wystawienia aktu fundacyjnego braci: księcia poznańskiego Przemysła I i księcia Bolesława Pobożnego.
- 1252 – przybycie 12 cysterek z Trzebnicy do Owińsk. Cysterki miały zapewne już od założenia swego domu, jak i inne klasztory w kraju i zagranicą, szkołę w której kształciły oprócz kandydatek do swego zakonu także i inne dziewczęta z domów ziemiańskich.
- 1700 – rozpoczęcie budowy nowego kościoła i klasztoru według projektu Jana Catenazziego.
- 1720-1728 – odbudowa budynków, po pożarze według koncepcji włoskiego architekta, Pompeo Ferrariego.
- 1806 – klasztor odwiedza Napoleon Bonaparte w obecności generała Dezyderego Adama Chłapowskiego. Wizyta ta ma wymiar sensacyjno-kryminalny, bowiem podczas niej próbowano dokonać zamachu na Napoleona.
- 1835 – kasata zakonu i przeniesienie cysterek do klasztoru w Ołoboku.
- 1838 – utworzenie w budynkach klasztornych szpitala psychiatrycznego.
- 1939 – eksterminacja pacjentów szpitala przez Niemców w ramach akcji T4.